# Erica Sullivan
Erica Sullivan (ur. 9 sierpnia 2000) – amerykańska pływaczka specjalizująca się w stylu dowolnym, wicemistrzyni olimpijska.

## Kariera
W 2019 roku na mistrzostwach świata w Gwangju zajęła piąte miejsce na dystansie 25 km na otwartym akwenie.
Dwa lata później podczas igrzysk olimpijskich w Tokio zdobyła srebro w debiutującej na tych zawodach konkurencji, 1500 m stylem dowolnym, uzyskawszy czas 15:41,41.